# Johann Kaspar von Stadion
Johann Kaspar von Stadion (Belfort, 21 dicembre 1567 – Ammern, 21 novembre 1641) fu Gran maestro dell'Ordine Teutonico dal 1627 al 1641.

## Biografia
Discendente da una famiglia di cavalieri, era figlio di Giovanni Ulrico di Stadion e Apollonia di Nanckenreuth. Entrò nell'Ordine Teutonico nel 1594 e servì nelle campagne indette nei Balcani e in Ungheria dal gran maestro l'arciduca Massimiliano d'Austria.
Dal 1603 svolse le funzioni di attendente dell'arciduca in Alsazia e più tardi a Innsbruck. Nel 1606 venne destinato a reggere la commanderia di Friburgo, dal 1608 quella di Beuggen. Nel 1619, nel corso della prima fase della guerra dei trent'anni, venne nominato Presidente del Consiglio di guerra di Corte austriaco, carica che mantenne fino al 1624, e dal 1627 divenne comandante d'Alsazia.
Il 30 dicembre 1627 venne eletto gran maestro dell'ordine Teutonico. Il suo mandato coincise con le campagne belliche condotte in Germania di Gustavo II Adolfo di Svezia, che lo costrinsero a muovere temporaneamente la sede dell'ordine da Mergentheim al Tirolo, Durante questo periodo partecipò alla guerra sotto il comando di Ferdinando di Asburgo e nel 1634 fu combatté nella battaglia di Nördlingen.